# Luis Antonio Villegas Ramírez
Luis Antonio Villegas Ramírez (Valera, Venezuela, 18 de abril de 1984) es un político y militar venezolano, actual ministro de comercio nacional.

## Formación profesional
Luis Villegas es Licenciado en Ciencias y Artes Militares y completó una especialización en Comando y Plana Mayor, impartida por la Gendarmería Nacional Argentina. 

## Trayectoria política
Fue designado el 3 de febrero de 2024 como ministro de comercio nacional por Nicolás Maduro, según Gaceta Oficial número 42.581.
Su trayectoria pública incluye su designación como Presidente de la Almacenadora Caracas y sus filiales, y director general del Servicio Autónomo de Propiedad Intelectual, SAPI. Ambos órganos adscritos al Ministro del Poder Popular de Comercio Nacional.
Desde estas responsabilidades, Villegas se concentró en hacer cumplir las orientaciones emanadas de la presidencia de la República en función del crecimiento económico y la batalla contra la desigualdad social.
Antes de su designación actual se desempeñó como Viceministro de Seguimiento y Control del Comercio y la Distribución, cargo en el que fue responsable de conducir las estrategias del gobierno central para garantizar el abastecimiento de productos de alta calidad al pueblo venezolano a precios accesibles.